# ماريون هوارد برازير
ماريون هوارد برازير (بالإنجليزية: Marion Howard Brazier)‏ هي كاتِبة وصحفية أمريكية، ولدت في 6 سبتمبر 1850 في Charlestown, Boston ‏ في الولايات المتحدة، وتوفيت في 15 يناير 1935 في Westborough (CDP), Massachusetts ‏ في الولايات المتحدة.